# Trengereid
Trengereid är en tidigare tätort i Bergens kommun i Vestland fylke i västra Norge. Orten ligger vid Bergenbanan, där Europaväg 16 möter fylkesväg 49, på den södra sidan av Sørfjorden.
Tidigare har orten tillhört dåvarande Haus kommun, därefter dåvarande Arna kommun i Hordaland fylke.
Sedan 2021 räknas orten inte längre som en tätort.

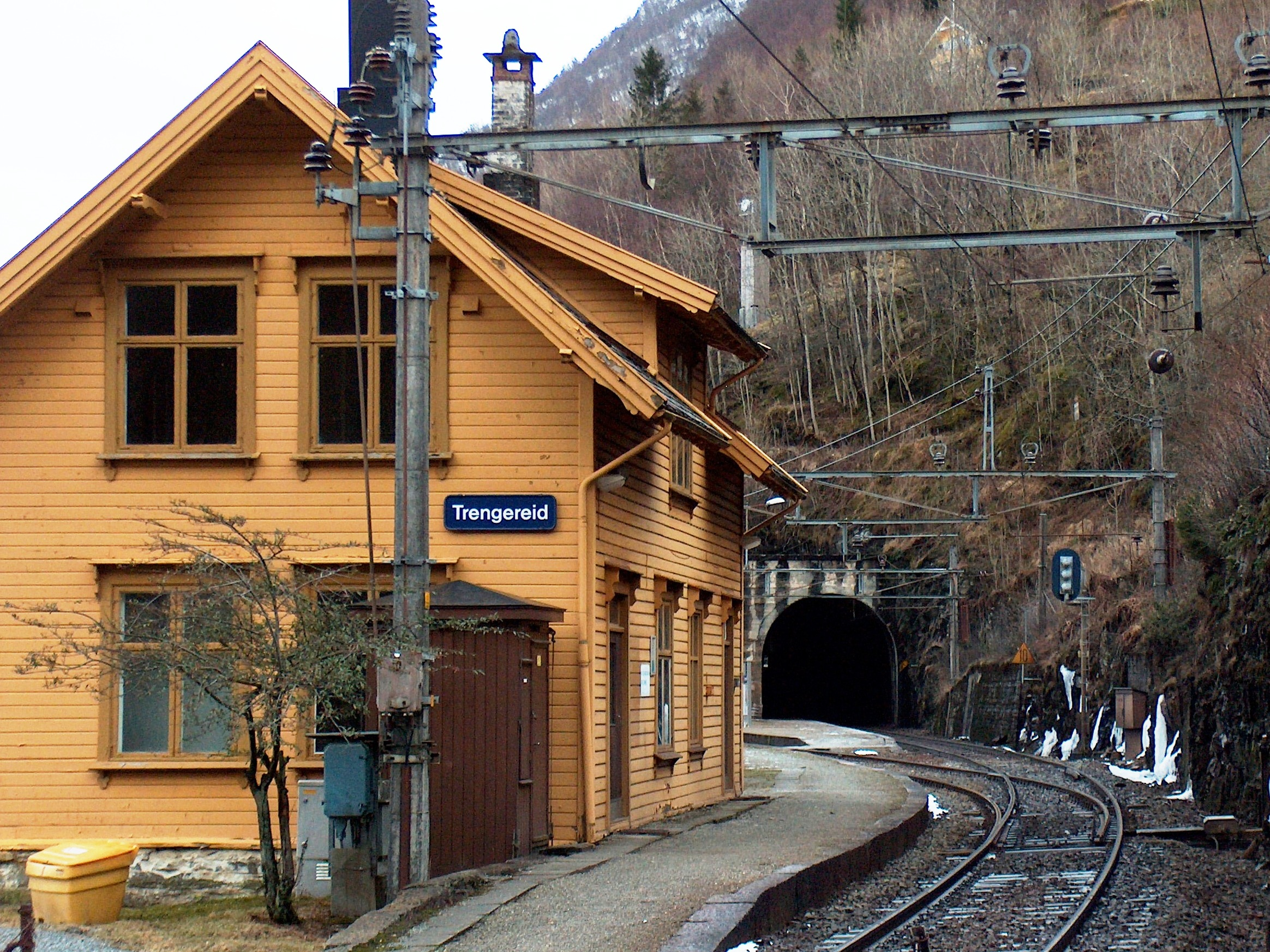
Trengereids station.